# Amboy (Washington)
Amboy és una concentració de població designada pel cens dels Estats Units a l'estat de Washington. Segons el cens del 2000 tenia 2.085 habitants.

## Demografia
Segons el cens del 2000, Amboy tenia 2.085 habitants, 633 habitatges, i 529 famílies. La densitat de població era de 56,3 habitants per km².
Dels 633 habitatges en un 45,2% hi vivien nens de menys de 18 anys, en un 74,1% hi vivien parelles casades, en un 5,5% dones solteres, i en un 16,3% no eren unitats familiars. En el 12,5% dels habitatges hi vivien persones soles el 4,3% de les quals corresponia a persones de 65 anys o més que vivien soles. El nombre mitjà de persones vivint en cada habitatge era de 3,29 i el nombre mitjà de persones que vivien en cada família era de 3,61.
Per edats la població es repartia de la següent manera: un 36,3% tenia menys de 18 anys, un 7,3% entre 18 i 24, un 28,1% entre 25 i 44, un 20,8% de 45 a 60 i un 7,5% 65 anys o més.
L'edat mediana era de 31 anys. Per cada 100 dones de 18 o més anys hi havia 103,4 homes.
La renda mediana per habitatge era de 50.896 $ i la renda mediana per família de 52.170 $. Els homes tenien una renda mediana de 41.535 $ mentre que les dones 22.128 $. La renda per capita de la població era de 16.973 $. Aproximadament el 6,5% de les famílies i el 6,5% de la població estaven per davall del llindar de pobresa.

## Poblacions més properes
El següent diagrama mostra les poblacions més properes.